# Eilema lutescens
Eilema lutescens là một loài bướm đêm thuộc phân họ Arctiinae, họ Erebidae.